# Thomas L’Etienne
Thomas L’Etienne (* 8. April 1956 in Hamburg) ist ein deutscher Jazzmusiker (Klarinette, Alt- und Tenorsaxophon, Arrangement, Komposition) mit russisch-französischer Abstammung. 

## Leben und Wirken
L’Etienne begeisterte sich bereits früh für Musik. Er lernte zunächst Gitarre und Balalaika. 1971 wechselte er zur  Klarinette, die er als Autodidakt lernte; wenig später kam das Saxophon dazu. Bereits als Schüler gründete er gemeinsam mit Norbert Susemihl The Shepherds, ein Gesangs-Quartett, das hauptsächlich aus Spirituals und Gospel-Songs interpretierte. 1971, mit der Namensänderung zu Papa Tom's Lamentation Jazzband, erfolgte die Konzentration auf traditionellen Jazz. Erste Auslandstourneen mit dieser Band führten ihn nach Norwegen, Dänemark, in die Niederlande und nach Belgien. 
1979 reiste er erstmals nach New Orleans. Dort spielte er mit Legenden des New Orleans Jazz, wie Kid Thomas, Emanuel Sayles, Chester Zardis und James Booker. 1982 brach l’Etienne sein Promotionsstudium in deutscher Literatur ab, um sich 1983 der Band der Sängerin Lillian Boutté für eine sechsmonatige Tournee anzuschließen, die er im Folgejahr heiratete und mit der er bis zur Jahrtausendwende regelmäßig auftrat.
Auch als Solist ist L’Etienne bei den großen Jazzfestivals Europas, Nordamerikas, Australiens und Asiens aufgetreten und hat Alben aufgenommen mit Musikern wie dem Pianisten Edward Frank, Lloyd Lambert, Smokey Johnson, Dr. John, Jeanette Kimball und Humphrey Lyttelton. Außerdem trat er mit Snooks Eaglin, Clark Terry, Sweets Edison, Milt Hinton und anderen auf, interessierte sich zunehmend aber auch für die traditionelle Musik Martiniques und für die brasilianische Choro-Musik.
Gemeinsam mit Uli Wunner gründete er die Creole Clarinets, die einen musikalischen Crossover zwischen traditionellem New Orleans Jazz und der Música Popular Brasileira erarbeitet haben.

## Diskographische Hinweise
- Lillian Boutte & Thomas L’Etienne A Fine Romance (G.H.B. 1987)
- Creole Clarinets Les deux jumeaux (Downtown Records 2006, mit Uli Wunner, Mike Goetz, John Brunton, Norman Emberson, Bob Culverhouse)
- Burich - L’Etienne New Orleans Ensemble Salee Dame (2013, mit Finn Burich, Hans Esbjerg, Torben Bøtker Bjørnskov, Espen Laub von Lillienskjold)
- Jan Luley & Thomas L’Etienne Boonoonoonous (2014)
- Creole Clarinets/Trio Perigoso Gumbo Carioca (2015, mit Uli Wunner, Dom Oliveira,·Rafael Mallmith, Ramon Murcia, Bebeto Sorriso, sowie Denise Gordon)